# ジョバニ・カシージャス
ジョバニ・ダニエル・カシージャス・チャベス（Giovani Daniel Casillas Chávez, 1994年1月4日 - ）は、メキシコ・ハリスコ州グアダラハラ出身のサッカー選手。ポジションはMF。CDグアダラハラ所属。

## 経歴
メキシコのCDグアダラハラでプロキャリアをスタートさせ、2011年8月6日、UNAM戦でデビューを果たした。

## 代表歴
メキシコ代表として2011 FIFA U-17ワールドカップに出場し優勝に貢献した。

## 所属クラブ
- CDグアダラハラ 2011-

## タイトル
代表
- 2011 FIFA U-17ワールドカップ